# Bahía de Butuán
Bahía de Butuán es un cuerpo de agua en la sección noreste de la isla de Mindanao en el sur del país asiático de las Filipinas. Es parte del Mar de Bohol. La aguas del río Agusan llegan a la bahía. La ciudad de Butuán se encuentra en la base de la bahía.